# Joomart Otorbaiev
Joomart Otorbaiev est un homme d'État kirghiz. Il est Premier ministre du 25 mars 2014 au 1er mai 2015.

## Biographie
Membre de Ata-Meken, il est d'abord vice-Premier ministre de 2002 à 2005. Il est ensuite élu député lors des élections législatives kirghizes de 2010.
Il est ensuite vice-Premier ministre du 23 décembre 2011 au 5 septembre 2012 puis premier vice-Premier ministre du 5 septembre 2012 au 3 avril 2014.
Il est par la suite Premier ministre du 25 mars 2014 au 1er mai 2015. Temir Sarïev lui succède.